# Gerwasia mayorii
Gerwasia mayorii är en svampart som först beskrevs av H.S. Jacks., och fick sitt nu gällande namn av Buriticá 1994. Gerwasia mayorii ingår i släktet Gerwasia och familjen Phragmidiaceae.   Inga underarter finns listade i Catalogue of Life.